# Nueva Trinidad
Nueva Trinidad  es un distrito del municipio de Chalatenango Sur en el  El Salvador perteneciente al Departamento de Chalatenango. A una distancia de 19 km aproximadamente al este de la Cabecera Departamental.
Limita al norte con La República de Honduras, al este con Arcatao, al sudeste con San Antonio de la Cruz, al sudoeste con San Isidro Labrador y San José Las Flores y al noroeste con Ojos de Agua. Está rodeada por varios accidentes geográficos como lo son: el río Sumpul y los riachuelos: Guayampoque, Gualcinga, Pacacio y Patamera. Así también los relieves de mayor altura: Cerro El Gavilán, La Cueva del León, El Zacate, El Pintado y El Coyote.
Su extensión territorial es de 46,33 km²
Actualmente se divide en 7 Cantones y 56 Caseríos.
| Censo | Población | Cambio | Porcentaje |
| ----- | --------- | ------ | ---------- |
| 2007  | 1 673     | N/D    | N/D        |
| 2024  | 1 672     | -1     | -0.1%      |

## Comida
- Elevación: 549 m s. n. m.
- Latitud: 14° 04' 23.31" Norte
- Longitud: 88° 47' 11.21" Oeste

## Clima
Su clima es cálido durante la mayor parte del año.
Hay dos estaciones: La estación húmeda, que dura desde mayo hasta octubre y la estación seca, desde octubre hasta mayo.

## Población
Para el año 2024 cuenta con una población de 1.672 habitantes, de los cuales 809 son hombres y 863 son mujeres.

## Historia
El distrito de Nueva Trinidad, nace en épocas independentistas.
En el Partido de Chalatenango, existían dos aldeas: Hoja de Sal y Manaquil, las cuales fueron erigidas en pueblo en 1885, llamándose antiguamente Hoja de Sal.
Para el informe de la gobernación política del departamento de Chalatenango del 15 de octubre de 1887 se había reparado la iglesia de Manaquil que estaba en mal estado y en Hoja de Sal se habían hecho reparos a la casa cabildo que estaba en mal estado y se había comprado un armario para la iglesia por valor de cuarenta pesos.
En 1902 por Decreto Legislativo, este Pueblo cambió de nombre al de Nueva Trinidad y anexa a su territorio como cantón a Manaquil. El Casco Municipal se encontraba en dicho cantón.
Durante los años 1980 este distrito fue zona de combate entre dos bandos durante la Guerra Civil.
En el año 1985 la Alcaldía sufre un voraz incendio en el cual desaparecieron en su totalidad toda su documentación histórica.
Durante el conflicto, la mayoría de pobladores emigraron a diferentes partes del País, otros fueron a refugiarse a la República de Honduras. Vale aclarar, que los habitantes de algunos cantones como Carasque, no abandonaron sus casas.
De 1985 a 1991 llegan nuevos pobladores a habitar y reconstruir el distrito.

## Agricultura
El sector agrícola recibe asistencia por parte de CORDES.

## Salud
- 1 Unidad de Salud.

## Otros Servicios
- Energía eléctrica
- Agua Potable
- Actualmente hay recepción de teléfonos celulares